# Гранульома
Гранульо́ма, або грануле́ма — вогнищеве розростання запального походження клітин молодої сполучної тканини у вигляді невеликого вузлика.
Гранульома виникає при різних інфекційних хворобах, таких як (черевний тиф, туберкульоз, сифіліс, проказа, бруцельоз, туляремія, актиномікоз), колагенових хворобах (наприклад, при ревматизмі) і в місці потрапляння в організм чужорідних тіл. Може розвиватись як ускладнення після хірургічних операцій.

## Лікування гранульоми
Лікування проводять відповідно до правил лікування основної хвороби за спеціальними схемами.